# 1912年夏季奥林匹克运动会
第五屆夏季奧林匹克運動會（英語：the Games of the V Olympiad），是一场於1912年5月5日至7月27日在瑞典斯德哥尔摩举行的综合性体育赛事。共有28个国家，2408名运动员参加了比赛。

## 焦點
- 本届奥运会首次有日本代表团参加。

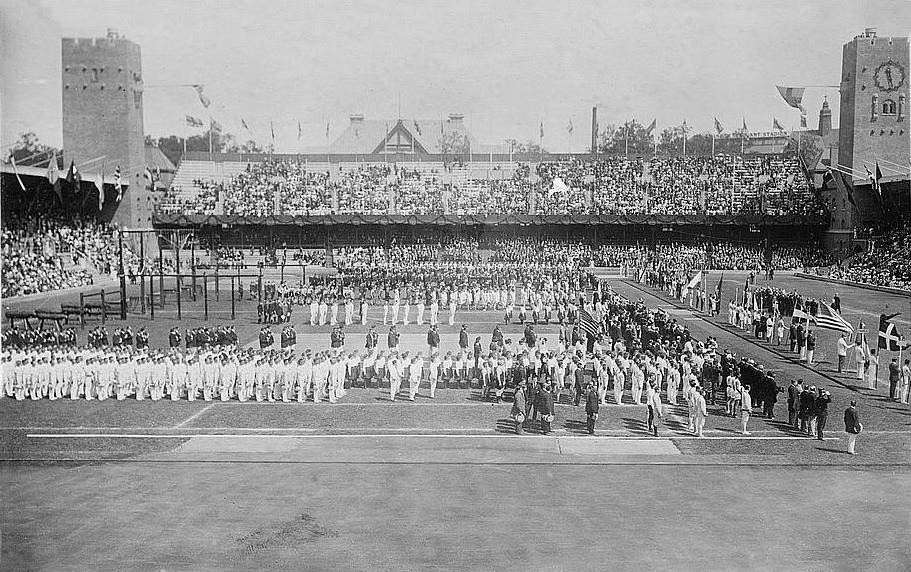
1912年奥运会开幕式

- 由于炎热的天气影响，葡萄牙运动员法蘭斯高·拉薩諾（英语：Francisco Lázaro）在本届奥运会的马拉松比赛当中死亡。
- 美国运动员吉姆·索普在男子田徑的兩項個人全能比賽（分別五項全能和十項全能）中獲得金牌。
- 1912年夏季奥运会是最后一届采用纯金质金牌的奥运会[1]，此后奥运会的金牌改为以镀金制作。

## 比赛项目
| - 田径 - 足球 - 自行车 - 马术 - 击剑 |  | - 体操 - 网球 - 摔跤 - 赛艇 - 帆船 |  | - 射击 - 拔河 - 现代五项 - 水上项目 - 游泳 - 水球 |

### 表演项目
- 棒球
- 北歐式摔跤

## 参赛国家及地区

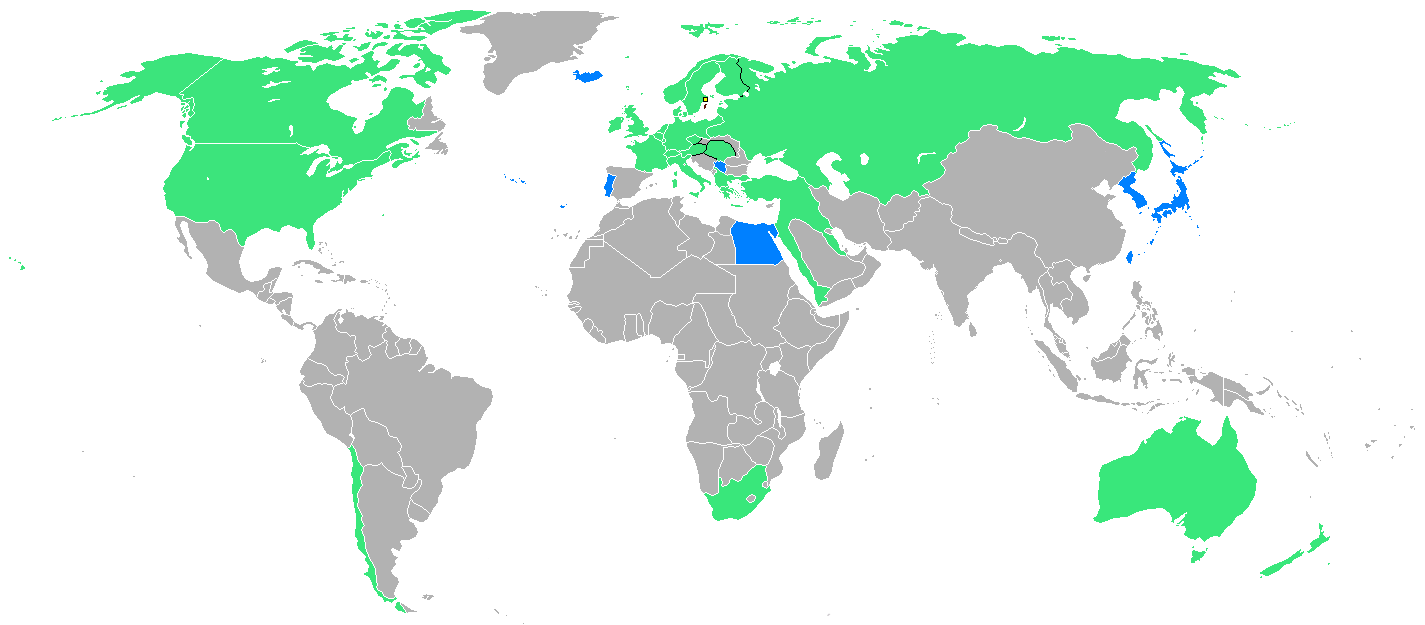
参赛国家及地区分布，其中蓝色为首次参赛国家

有28个国家参加了本届奥运会。
| - 希腊 - 澳大拉西亚 - 奥地利 - 比利时 - 波希米亚 - 加拿大 - 智利 - 丹麦 - 埃及 | - 芬兰 - 法国 - 英国 - 德国 - 匈牙利 - 冰岛 - 意大利 - 日本 - 卢森堡 | - 荷兰 - 挪威 - 葡萄牙 - 俄罗斯帝国 - 塞尔维亚 - 南非 - 瑞士 - 土耳其 - 美国 - 瑞典（東道主） |

## 奖牌榜
| 排名 | 国家／地区 | 金牌 | 银牌 | 铜牌 | 總數 |
| ---- | ---------- | ---- | ---- | ---- | ---- |
| 1    | 美国       | 25   | 19   | 19   | 63   |
| 2    | 瑞典       | 24   | 24   | 17   | 65   |
| 3    | 英国       | 10   | 15   | 16   | 41   |
| 4    | 芬兰       | 9    | 8    | 9    | 26   |
| 5    | 法国       | 7    | 4    | 3    | 14   |
| 6    | 德国       | 5    | 13   | 7    | 25   |
| 7    | 南非       | 4    | 2    | 0    | 6    |
| 8    | 挪威       | 4    | 1    | 4    | 9    |
| 9    | 加拿大     | 3    | 2    | 3    | 8    |
| 9    | 匈牙利     | 3    | 2    | 3    | 8    |

## 花絮
- 史上歷時最久的馬拉松

該屆奧運的男子馬拉松項目成為有記載以來歷時最久的賽事。參加該項目的日本選手金栗四三中途因為天氣攝氏40度的高溫而中暑昏倒，並得到附近居民的照料，醒後方發覺賽事已經完結。到1966年他重臨斯德哥爾摩，想起當年半途而廢的事情，便象徵性地跑到當年奧運馬拉松比賽的終點，完成當年未能完成的賽事，他的最終成績為54年8個月6天8小時36分36秒。
- 奧林匹克運動會藝術比賽首次舉辦

## 外部連結
- 國際奧委會關於斯德哥爾摩奧運會的資料Archive.today的存檔，存档日期2012-09-07
- 中国奥委会有关第五届奥运会的资料

| 前任者： 伦敦 | 夏季奧林匹克運動會 第5届： 斯德哥尔摩奥运会 1912年 | 繼任者： 柏林（因一战取消） |